# Józef Matysiak

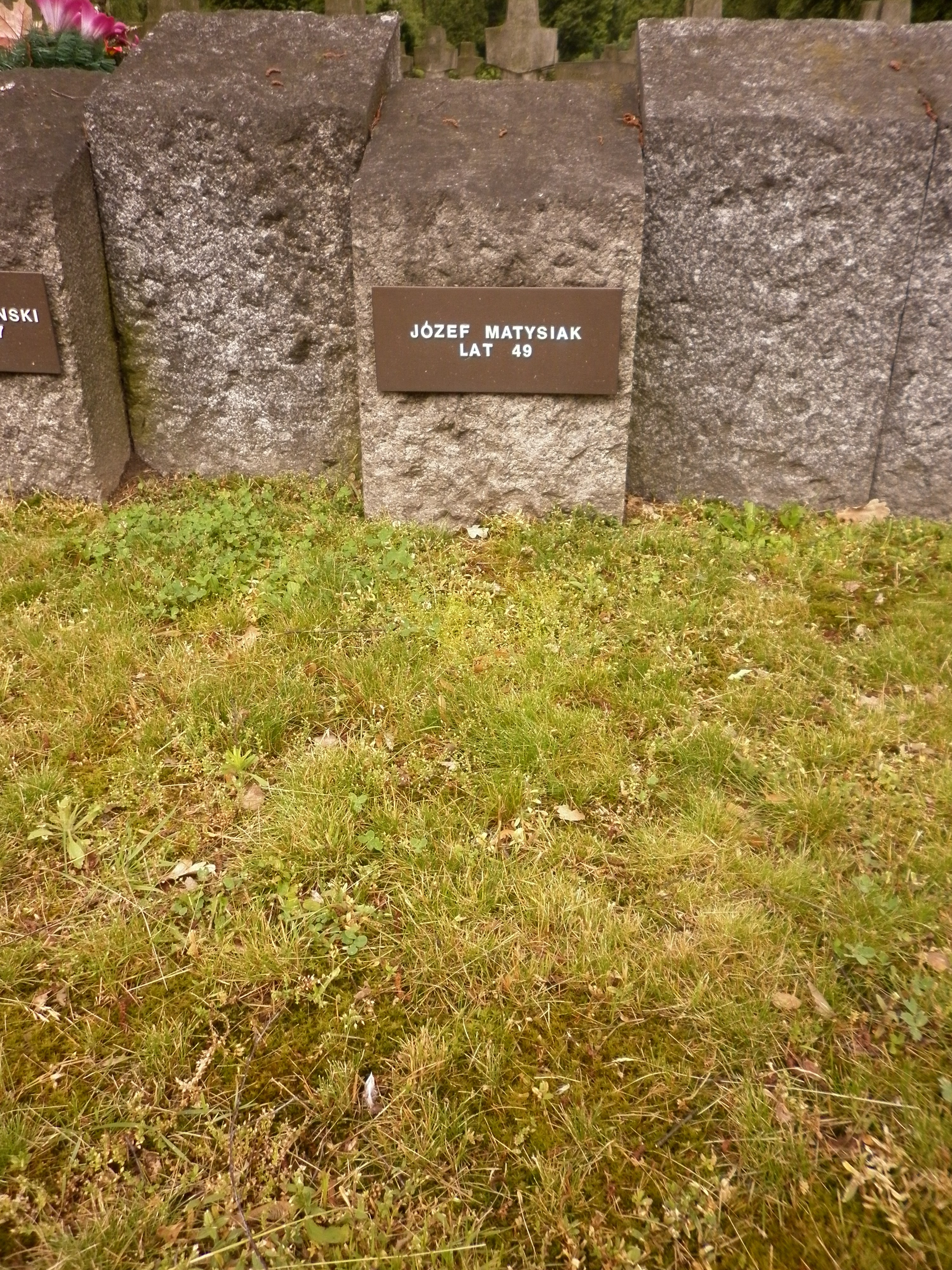
Grób Józefa Matysiaka

Józef Matysiak (ur. 1896 w Sokołowie Podlaskim, zm. ok. 5 lipca 1944 w Salomei) – działacz komunistyczny.

## Życiorys
Syn Franciszka i Wiktorii z Rytlów. Od wczesnego dzieciństwa wychowywał się u krewnych w Warszawie, gdzie ukończył szkołę rzemieślniczą i pracował jako ślusarz w różnych firmach metalowych na Pradze. Od 16 roku życia należał do młodzieżowych kółek rewolucyjnych. W 1922 wstąpił do KPP; członek komórki partyjnej w dzielnicy Praga-Szmulowizna. Wielokrotnie aresztowany i zwalniany z pracy za działalność komunistyczną, w latach 30. był taksówkarzem. Działał w KPP do jej rozwiązania w 1938. 
Latem 1940 był współorganizatorem, a następnie, wraz z żoną Adalajdą i córką Krystyną, czołowym aktywistą Towarzystwa Przyjaciół ZSRR, które weszło następnie w skład Stowarzyszenia Przyjaciół ZSRR. W jego mieszkaniu schronił się po przybyciu do Warszawy Marceli Nowotko. Odbywały się tam też zebrania organizacyjne, przechowywano tam broń, radio i przygotowane do kolportażu wydawnictwa. W drugiej połowie 1941 wraz z rodziną organizował stałą pomoc dla jeńców sowieckich, zwłaszcza na Pradze przy ul. Kowelskiej. W styczniu 1942 Matysiakowie wstąpili do Koła PPR i pracowali nad rozbudową tej partii, zajmowali się też zaopatrywaniem w żywność, odzież i amunicję żołnierzy GL. Od czerwca 1942, gdy córka Krystyna została skierowana do pracy jako radiotelegrafistka w Centralnej Łączności PPR, w mieszkaniu Matysiaków lokowano radiostacje. Od wiosny 1944 prowadzili punkt radiowy w Salomei pod Warszawą. Tam na początku lipca 1944 (według niektórych źródeł 5 lipca) gestapo wpadło na ich trop w trakcie nadawania depeszy kierownictwa PPR. Józef Matusiak próbował uciec z nadajnikiem, ale został zastrzelony; jego żona i córka zostały wówczas aresztowane, a 26 lipca 1944 rozstrzelane w ruinach getta. 
7 listopada 1946 został pośmiertnie odznaczony Krzyżem Grunwaldu III klasy. Jego zwłoki zostały wówczas ekshumowane i przeniesione na Cmentarz Powązkowski-Wojskowy w Warszawie (kwatera B6-8-2)